# Station Strzelce Opolskie
Station Strzelce Opolskie is een spoorwegstation in de Poolse plaats Strzelce Opolskie.